# Халиль, Мустафа
Мустафа́ Хали́ль (араб. مصطفى خليل‎; 18 ноября 1920, провинция Кальюбия, Султанат Египет — 7 июня 2008, Каир, Египет) — египетский государственный деятель, премьер-министр Египта (1978—1980).

## Биография
В 1941 году окончил Каирский университет по специальности «Гражданское строительство», получил степень магистра (1948), а затем доктора (1951) Иллинойсского университета в Урбане и Шампейне.
Трудовую деятельность начал в железнодорожных компаниях США и Египта.
В 1951—1956 годах — профессор инженерного факультета Университета Айн-Шамс в Каире.
В 1953—1958 годах — технический консультант Национального совета по вопросам производства.
В 1958—1961 годах — министр транспорта и коммуникаций,
В 1961—1964 годах занимал ряд министерских постов.
В 1964—1966 годах — заместитель премьер-министра.
В 1970—1971 годах — председатель Совета египетского радиовещания и телевидения.
В 1970—1978 годах — министр информации Египта.
В 1978—1979 годах — министр иностранных дел, один из соавторов Кемп-Девидских соглашений.
В 1978—1980 годах — премьер-министр Египта.
В 1980—2007 годах — заместитель председателя Национал-демократической партии Египта.
C 2007 года — в отставке.